# Таулык
Таулык (тат. Таулык) — деревня в Тукаевском районе Республики Татарстан России. Входит в состав Тлянче-Тамакского сельского поселения.

## География
Деревня находится в северо-восточной части Татарстана, в лесостепной зоне, к западу от реки Игани, при автодороге 16К-1546, на расстоянии примерно 26 километров (по прямой) к юго-востоку от города Набережные Челны, административного центра района. Абсолютная высота — 116 метров над уровнем моря.

### Климат
Климат характеризуются как умеренно континентальный, с продолжительной холодной зимой и коротким жарким летом. Среднегодовая температура воздуха составляет 4 °С. Средняя температура воздуха самого холодного месяца (января) — −11,4 °C; самого тёплого месяца (июля) — 19,7 °C. Безморозный период длится в течение 143 дней. Среднегодовое количество атмосферных осадков составляет 551 мм, из которых 362 мм выпадает в период с апреля по октябрь. Снежный покров держится около 152 дней.

### Часовой пояс
Деревня Таулык, как и весь Татарстан, находится в часовой зоне МСК (московское время). Смещение применяемого времени относительно UTC составляет +3:00.

## История
Известна с 1710–11 гг. В дореволюционных источниках упоминается как Тавлук. До 1860-х гг. жители относились к категории государственных крестьян. Занимались земледелием, разведением скота, пчеловодством. В начале 20 в. здесь функционировали мечеть, мектеб, хлебозапасный магазин, 2 бакалейные лавки.
В «Списке населенных мест по сведениям 1870 года», изданном в 1877 году, населённый пункт упомянут как деревня Тавлук 4-го стана Мензелинского уезда Уфимской губернии. Располагалась при ключе, по левую сторону коммерческого тракта из Бирска в Мамадыш, в 43 верстах от уездного города Мензелинска и в 33 верстах от становой квартиры в селе Бережные Челны. В деревне, в 79 дворах жили 597 человек (352 мужчины и 245 женщин, татары), были мечеть, училище. Жители занимались земледелием, скотоводством, пчеловодством.
По сведениям переписи 1897 года, в деревне Тавлук Мензелинского уезда Уфимской губернии жили 743 человека (380 мужчин и 363 женщины), все мусульмане.

## Население
| 1816 | 1859 | 1870 | 1897 | 1906 | 1926 | 1970 | 1979 | 1989 | 2002 | 2010 | 2015 |
| ---- | ---- | ---- | ---- | ---- | ---- | ---- | ---- | ---- | ---- | ---- | ---- |
| 116  | 326  | 597  | 742  | 791  | 460  | 296  | 215  | 128  | 147  | 155  | 155  |

### Национальный состав
Согласно результатам переписи 2002 года, в национальной структуре населения татары составляли 99 % из 147 чел.

## Инфраструктура
В деревне имеется начальная школа, клуб, мечеть.